# PGM-11紅石飛彈
PGM-11紅石飛彈是美國陸軍第一種短程弹道导弹，也是美國第一種以德國V2火箭技術為核心發展的液体推进剂导弹。除了軍事上的用途以外，基于紅石飛彈改装的红石运载火箭也在美国航天水星計畫中使用，將第一位美国太空人送上太空（水星-红石3号）。
紅石导弹服役期間只在1958年到1964年7月. 之後有些改裝成測試火箭，稱為斯巴达火箭。當在軍中服役時紅石有小名“陸軍快馬”；改成測試火箭時小名叫“可靠老爹”。

## 歷史
美國陸軍於1944年底將一份名為赫耳墨斯的長程導引飛彈研究合約交付給奇異公司，這項研究計畫包括多種不同型態的飛彈，以及估計射程在800公里的赫爾墨斯C-1型彈道飛彈。由於預算分配以及優先度的關係，研究計畫的進度相當緩慢。
1950年韓戰爆發時凸顯許多計畫的重要性，此時美國陸軍將C-1飛彈的研發計畫轉移到陸軍自己的導引飛彈中心（Guided Missile Center），同時賦予SSM-G-14的編號。次年受到彈頭籌載重量需求增加的影響，飛彈的預估射程掉到400公里。同年年中，研發計畫轉移到紅石軍械局（Redstone Arseneal）管轄下，編號改成SSM-A-14，然而這時候紅石尚未成為飛彈的正式名稱。
1952年紅石飛彈的設計工作大致上告一段落，實際生產合約由克萊斯勒公司取得，第一枚飛彈於次年進行首度成功試射，量產型自1955年陸續出廠，一部分紅石飛彈還改裝為木星彈道飛彈的測試載具。至於量產型的紅石火箭要到1956年才進行第一次試飛，兩年後則部署到西德境內，此時飛彈的編號改為M8。
1963年美國陸軍將紅石飛彈的編號再度修改為PGM-11，不過次年紅石飛彈就完全退出美國陸軍服役行列，被潘興一型飛彈所取代。

## 設計與性能
紅石飛彈是根據取自納粹德國的V2火箭科技基礎來發展的，加上一些當時首創的技術：它是第一種使用慣性導引系統的飛彈，擺脫依靠無線電訊號修正誤差的導引方式。其次是它的彈頭設計上是可分離式，以減少阻力，增加射程。
紅石飛彈的彈頭可以攜帶4百萬噸當量的W-39核彈頭，射程325公里，圓形公算誤差約300公尺。紅石飛彈雖然可以改變發射位置，可是整個發射單位包含20輛重型載具，發射前的準備工作相當繁雜，需要耗費8小時進行座標測定和整地等工作。此外，燃料必須在發射前方可灌注到飛彈的燃料箱當中，這個工作又需要15分鐘的時間。當固態火箭推進的潘興飛彈服役之後，很快的就將紅石飛彈汰換掉。

## 政治用途

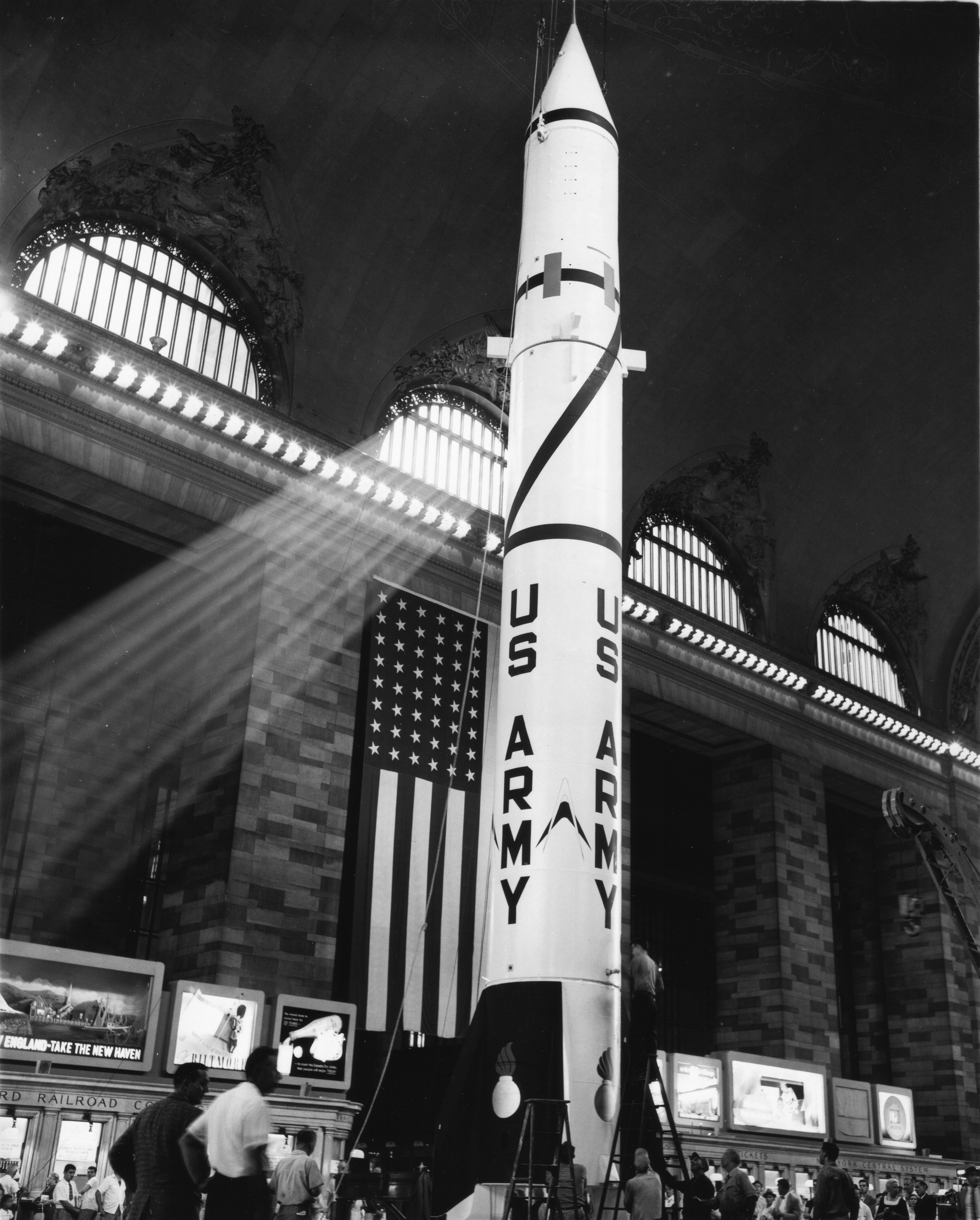
1957年大中央車站展示的紅石飛彈

在蘇聯衛星計劃發射成功後的一小段時間後，美國把一枚紅石飛彈移到紐約大中央車站大廳展示作為安定人心和宣示美國科技並不弱於蘇聯，天花板為了容納飛彈尖端還挖了一個小洞，目前依然可見。

## 使用國家
- 美国：美國陸軍是唯一曾運作此飛彈者，已全部退役。

## 外部連結
- The Mercury Redstone Project (PDF) December 1964（页面存档备份，存于）
- Redstone from Encyclopedia Astronautica
- Boeing: History Products - North American Aviation Rocketdyne Redstone Rocket Engine
- Appendix A: The Redstone Missile in Detail（页面存档备份，存于）
- Redstone
- http://usarmygermany.com/Units/FieldArtillery/USAREUR_40th%20Arty%20Group.htm（页面存档备份，存于） 40th Artillery Group (Redstone)
- http://usarmygermany.com/Units/FieldArtillery/USAREUR_46th%20Arty%20Group.htm（页面存档备份，存于） 46th Artillery Group (Redstone)
- From the Stars & Stripes Archives: "Redstone Rocketeers"（页面存档备份，存于）
- Jupiter A（页面存档备份，存于）
- The Chrysler Corporation Missile Division and the Redstone missiles（页面存档备份，存于）